# Sabotsy Ambohitromby
Sabotsy Ambohitromby é uma comuna de Madagascar, pertencente ao distrito de Andramasina, na região de Analamanga. Sua população, segundo o censo de 2001, era de 13 913 habitantes.